# Комаров, Александр Виссарионович
Александр Виссарионович Комаров (24 августа 1830 — 27 сентября 1904, Санкт-Петербург) — русский генерал от инфантерии, участник Кавказской войны и Туркестанских походов.

## Биография
Родился 24 августа 1830 года, происходил из дворян Витебской губернии, сын Виссариона Саввича Комарова, гусарского офицера, участника войн 1812—1814 годов и адъютанта генерала Клейста; его братья также были военными и дослужились до генеральских чинов: Виссарион Виссарионович (известный военный писатель, участник русско-турецкой войны 1877—1878 гг.), Дмитрий Виссарионович (участник русско-турецкой войны 1877—1878 гг.), Константин Виссарионович (участник русско-турецкой войны 1877—1878 гг., главный комендант Санкт-Петербургской крепости).
Воспитывался в Павловском кадетском корпусе, из которого 26 мая 1849 года был произведён в офицеры в Лейб-гвардии Егерского полка.
В 1855 году Комаров окончил курс Императорской военной академии и был причислен к гвардейскому генеральному штабу, но скоро перешёл на Кавказ, где в течение 1856—1859 годах принимал участие в борьбе с Шамилем.
В 1865—1868 годах Комаров занимал должность начальника штаба войск Дагестанской области, в 1868—1877 годах — Дербентского градоначальника и военного начальника Южного Дагестана; 21 мая 1868 года был произведён в генерал-майоры, а в 1877 году назначен начальником главного управления по заведованию кавказскими горцами. По этой должности Комаров стал ближайшим сотрудником Его Императорского Высочества Наместника Кавказского великого князя Михаила Николаевича по гражданскому благоустройству края. 13 октября 1878 г. произведён в генерал-лейтенанты.
22 марта 1883 года Комаров был назначен начальником недавно образованной Закаспийской области. Обратив особое внимание на Мерв, «гнездо разбоя и разрушения, тормозившее развитие чуть ли не всей Средней Азии», Комаров в конце 1883 г. отправил туда штабс-ротмистра Алиханова и текинца майора Махтум-Кули-хана с предложением мервцам принять русское подданство. Поручение это было блестяще выполнено, депутация мервцев 25 января 1884 г. прибыла в Асхабад, поднесла Комарову прошение на Высочайшее Имя о принятии Мерва в русское подданство и, по получении на то Высочайшего согласия, принесла присягу. Мерв был занят российскими войсками почти без сопротивления. Успехом этого мирного завоевания Россия обязана, главным образом, такту и личному авторитету Комарова и Алиханова среди туземцев Средней Азии.
За эту политическую операцию Комаров был награждён орденом Белого Орла. Успех этот вызвал зависть и опасение англичан за своё первенство влияния в Афганистане, спровоцировавших афганцев к вторжению на спорные территории южнее Мерва, что привело к бою на Кушке 18 марта 1885 г. Успехом сражения Россия обязана решительности и энергии Комарова. Награждённый за эту победу золотой шашкой с бриллиантами с надписью «за храбрость», Комаров 27 марта 1890 года был назначен состоять в распоряжении военного министра и 30 августа 1891 года был зачислен в запас с производством в генералы от инфантерии. Однако 12 марта 1896 года вновь определён на действительную службу с назначением членом Александровского комитета о раненых (старшинство в чине генерала от инфантерии установлено с даты принятия из запаса).
Умер 27 сентября 1904 года в Санкт-Петербурге, похоронен на Никольском кладбище Александро-Невской лавры, из списков[каких?] исключён 11 октября.

## Награды
Российской империи:

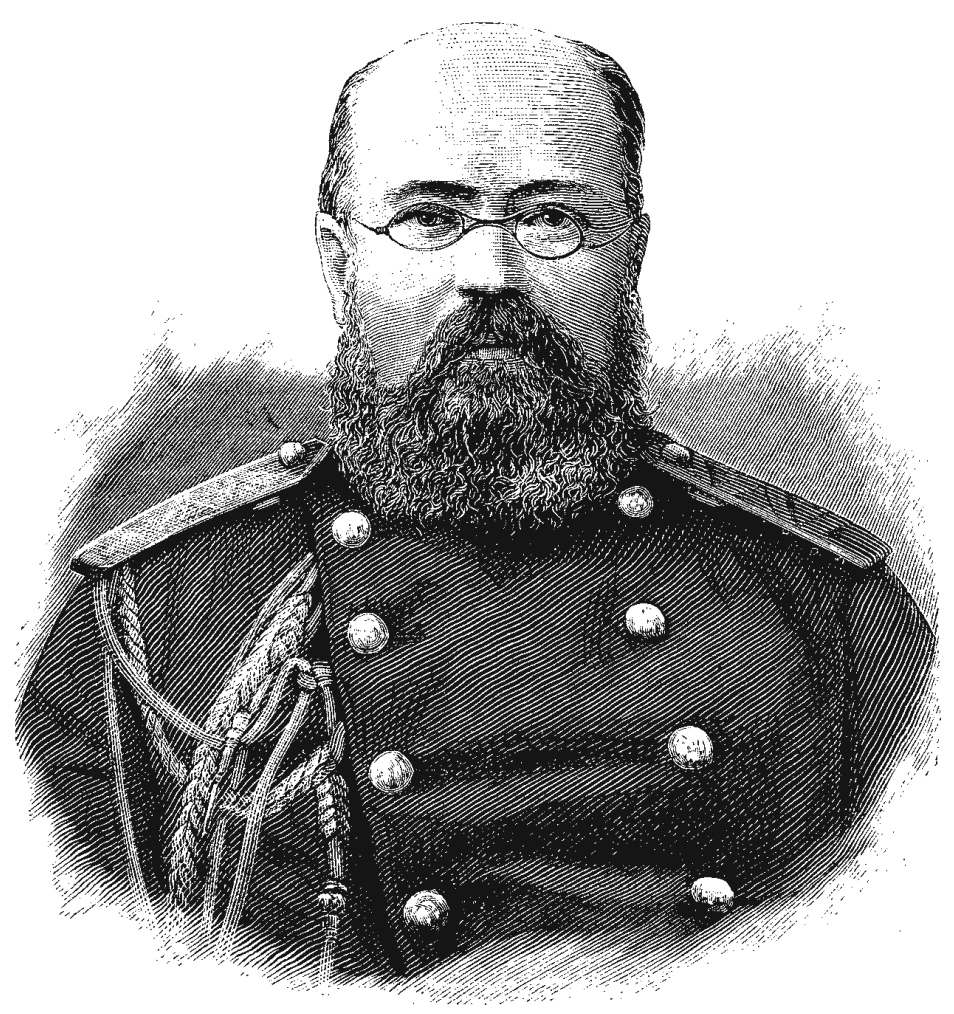
А. В. Комаров, 1885

- Орден Святой Анны 3-й степени с мечами и бантом (1858)
- Орден Святого Станислава 2-й степени с мечами (1859)
- Императорская корона к ордену Святого Станислава 2-й степени с мечами (1860)
- Орден Святой Анны 2-й степени с мечами (1861)
- Орден Святого Владимира 4-й степени (1865)
- Орден Святого Владимира 3-й степени (1867)
- Орден Святого Станислава 1-й степени (1870)
- Орден Святой Анны 1-й степени (1871)
- Орден Святого Владимира 2-й степени (1874)
- Орден Белого орла (1884)
- Золотая шашка «За храбрость» с бриллиантами (2 мая 1885)
- Знак отличия «За XL лет беспорочной службы» (1888)
- Орден Святого Александра Невского (26 мая 1899)

Иностранных государств:
- Орден Академических пальм, офицер (Франция, 1883)
- Портрет шаха Насреддина, украшенный алмазами (Персия, 1884)
- Орден Короны Италии, большой крест (Италия, 1891)
- Орден Льва и Солнца 1-й степени (Персия, 1901)

## Избранная библиография
- Народонаселение Дагестанской области, с этнографической картой. Тифлис, 1867.
- Адаты (обычное право) дагестанских горцев и судопроизводство по ним.
- История кюринских и казикумыкских ханов.

## Память
- Корнегрыз Комарова (Chioneosoma komarovi) (Brenske, 1886) — жук из семейства Пластинчатоусые.
- Дровосек Комарова (Microarthron komarowi) (Dohrn, 1885) — вид жуков из семейства усачей (Cerambycidae).
- Бражник Комарова (Rethera komarovi) (Christoph, 1885) — вид бабочек из семейства Бражники.
- в Асхабадском уезде Закаспийской области основан поселок Комаровский, пограничное подразделение в Ашхабадской области на границе Туркмении с Ираном носило название "Комаровка".